# Gege Soriola
Oluwafemi Gege Soriola (sinh ngày 21 tháng 11 năm 1988) là một cầu thủ bóng đá người Nigeria thi đấu cho câu lạc bộ Bahrain Malkiya, ở vị trí trung vệ.

## Sự nghiệp
Sinh ra ở Lagos, Soriola từng thi đấu bóng đá cho JUTH, Hakoah Amidar Ramat Gan, Bayelsa United, Heartland, Free State Stars, Montreal Impact, Shooting Stars và Malkiya.
Anh ra mắt quốc tế cho Nigeria năm 2012.